# Charles M. Floyd

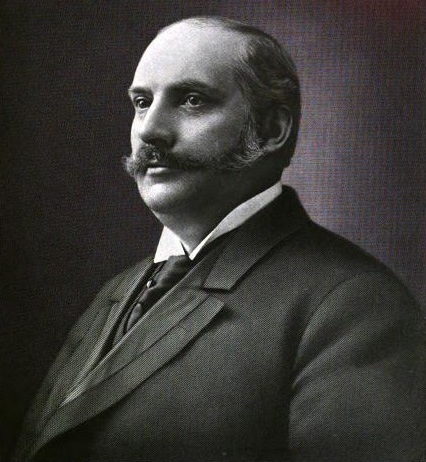
Charles M. Floyd

Charles Miller Floyd (* 5. Juni 1861 in Derry, Rockingham County, New Hampshire; † 3. Februar 1923 in Manchester, New Hampshire) war ein US-amerikanischer Politiker und von 1907 bis 1909 Gouverneur des Bundesstaates New Hampshire.

## Frühe Jahre
Charles Floyd besuchte die Pinkerton Academy. Danach arbeitete er unter anderem auf einer Farm, in einem Schuhgeschäft und in einer Eisenwarenhandlung. Seit 1888 betrieb er mit seinem Bruder ein Bekleidungsgeschäft in Manchester. Aus diesem Geschäft sollte im Jahr 1914 die Charles M. Floyd Company hervorgehen. Floyd war auch noch an anderen Unternehmen beteiligt und war im Aufsichtsrat der Amoskeag Savings Bank.

## Politische Laufbahn
Floyd war Mitglied der Republikanischen Partei. Zwischen 1899 und 1901 saß er im Senat von New Hampshire. Von 1905 bis 1906 war er Mitglied des Regierungsrats (Executive Council) von New Hampshire, ehe er im Jahr 1906 zum Gouverneur seines Staates gewählt wurde. Allerdings kam die Nominierung seiner Partei erst nach heftigen internen Diskussionen zu Stande. Auch die Wahl selbst war so knapp, dass die Legislative erst am Tag vor seiner Amtseinführung zu seinen Gunsten entschied.
Gouverneur Floyd trat sein neues Amt am 3. Januar 1907 an. In seiner zweijährigen Amtszeit wurde der Aus- und Neubau von Straßen in New Hampshire fortgesetzt. Damals wurde auch eine Steuerkommission ins Leben gerufen und eine Gefängnisreform in die Wege geleitet. Die bis dahin gängige Praxis freier Eisenbahnfahrten für Mitglieder der Legislative wurde abgeschafft.

## Weiterer Lebenslauf
Im Jahr 1912 war Floyd Vorsitzender der Republican National Convention, auf der Amtsinhaber William Howard Taft erneut als Präsidentschaftskandidat nominiert wurde. Während des Ersten Weltkriegs war er für die Verwaltung der Treibstoffe in seinem Staat verantwortlich (State fuel administrator). Zwischen 1921 und 1923 war er Vorsitzender der Steuerkommission seines Staates. Charles Floyd starb im Februar 1923. Mit seiner Frau Carrie E. Atwood hatte er ein Kind.